# Magyar Kurír
Magyar Kurír je poluradno glasilo Katoliške Cerkve na Madžarskem.

## Zgodovina

### PrviMadžarski Kurir
Prvi Madžarski Kurir (Magyar Kurír je bil pravzaprav naslovljen kot Magyar Kurir - torej brez dolgega i, ki je tako značilen za madžarščino vsaj v pisavi, ker ga v izgovoru skoraj ni čutiti). 
Prvi tak časopis je bil pravzaprav Madžarski poročevalec (Magyar Hírmondó). Magyar Kurir je izhajal za njim v obdobjih 1780-1788 ter 1792-1803. Tako je bil to drugi časopis v madžarščini, obenem pa prvi, ki je izhajal na Dunaju od 1786 do 1834. To pomeni tudi najdaljše obdobje za izhajanje kakega časopisa v madžarskem jeziku.

### DrugiMadžarski Kurir
Od 1911 izhaja redno kot glasilo Škofovske konference katoliških škofov na Madžarskem. 
Med katoliškimi tiskanimi časopisi je bil prvi, ki je 2005 z odločitvijo vodstva Katoliške Cerkve prešel na spletno izdajo. 
Izdaja ga Madžarska katoliška škofovska zveza, ki je osnovala Založništvo in izdajateljstvo Madžarskega Kurirja (Magyar Kurír Szerkesztősége és Kiadóhivatala (pod številko Q60040710) in je tako v Srednji Evropi najstarejše katoliško glasilo.

## Sedanjost
| Madžarski izvirnik | Slovenski prevod |
| --- | --- |
| A Magyar Kurír a Magyar Katolikus Püspöki Konferencia (MKPK) által alapított hírportál, 2017-től az Új Ember hetilap, könyvek és az Adoremus kiadója. | Madžarski kurir je glasilo, ki ga je ustanovila Madžarska katoliška škofovska zveza (MKPK). Od 2017 izdaja tudi tednik Novi Človek, knjige in priročnik Adoremus (Molimo). |